# Decreto degli esuli
Decreto degli esuli o anche editto degli esuli è il nome dato nella ricerca storica alla disposizione emanata dal re macedone Alessandro Magno, che concedeva con effetto immediato l'amnistia a tutti gli esuli greci ad eccezione di chi si era macchiato di omicidio o di sacrilegio.

## Descrizione
Le fonti forniscono appena alcune indicazioni sulla sostanza di questo provvedimento, così come sui risultati, che Alessandro emise direttamente per cancellare i decreti di proscrizione. Parimenti è piuttosto difficile definire la data esatta di emissione del medesimo. Dalla ricerca in proposito emerge che Alessandro aveva preso la decisione su questa disposizione alcuni mesi prima di renderla pubblica, probabilmente nella primavera del 324 a.C. Controverso è lo scopo della promulgazione, con la quale Alessandro in seguito alla rottura dei patti conclusi con i Greci del 338 a.C. s'immischiò spesso, e pesantemente, nella politica interna delle città; è stato considerato che il re volle consapevolmente indebolire le polis, promuovendo, con l'obbligo di accettazione, il ritorno degli esiliati e così ottenere nuovi seguaci nelle medesime. 
Alessandro inviò l'ufficiale Nicanore di Stagira, genero di Aristotele, a Olimpia con il compito di far leggere durante i giochi olimpici la sua lettera ai Greci. Forse il giorno della festa principale, il 4 agosto 324 a.C., Nicanore consegnò lo scritto all'araldo, che infine lesse davanti a circa 20.000 esiliati presenti la lettera di Alessandro e con questa la comunicazione dell'autorizzazione al ritorno in patria di tutti i greci esiliati, eccetto gli omicidi, i saccheggiatori di templi e, forse, i Tebani. Tra questi si doveva trattare primariamente di uomini, che nel corso delle guerre fra città-stato erano stati banditi dalle loro città. Per poter garantire l'applicazione di questa disposizione generale presso le città greche dovette intervenire allora il generale Antipatro, come rappresentante dell'impero nel governo della Macedonia.